# Division I (Schach) 1981/82
Die Saison 1981/82 war die 13. Spielzeit der Allsvenskan im Schach. 

## Termine
Die Wettkämpfe der Vorrunde fanden statt am 18. Oktober, 15. November, 6. Dezember 1981, 17. Januar, 7. und 28. Februar sowie 21. März 1982.

## Division I Norra
In der Nord-Staffel waren die beiden Finalplätze hart umkämpft. Am Ende konnte sich der SK Rockaden Stockholm und der SK SASS vor den beiden Erstplatzierten des Vorjahres, Wasa SK und Upsala ASS durchsetzen. Aus der Division II waren KH-Alliansen und Stockholm Södra Schacksällskap aufgestiegen, welche beide direkt wieder absteigen mussten.

### Abschlusstabelle
| Pl. | Verein                             | Sp | G | U | V | MP   | Brett-P.  |
| --- | ---------------------------------- | -- | - | - | - | ---- | --------- |
| 01. | SK Rockaden Stockholm              | 7  | 6 | 0 | 1 | 12:2 | 37,5:18,5 |
| 02. | SK SASS                            | 7  | 5 | 1 | 1 | 11:3 | 33,5:22,5 |
| 03. | Wasa SK                            | 7  | 5 | 0 | 2 | 10:4 | 31,0:25,0 |
| 04. | Upsala ASS (V)                     | 7  | 3 | 2 | 2 | 8:6  | 30,0:26,0 |
| 05. | Luleå Schacksällskap               | 7  | 3 | 0 | 4 | 6:8  | 26,5:29,5 |
| 06. | Solna Schacksällskap               | 7  | 2 | 1 | 4 | 5:9  | 25,5:30,5 |
| 07. | KH-Alliansen (N)                   | 7  | 2 | 0 | 5 | 4:10 | 22,0:34,0 |
| 08. | Stockholm Södra Schacksällskap (N) | 7  | 0 | 0 | 7 | 0:14 | 18,0:38,0 |

### Entscheidungen
|     | Teilnehmer am Finalturnier: SK Rockaden Stockholm, SK SASS                 |
|     | Absteiger in die Division II: KH-Alliansen, Stockholm Södra Schacksällskap |
| (V) | Staffelsieger der letzten Saison                                           |
| (N) | Aufsteiger der letzten Saison                                              |

## Division I Södra
In der Süd-Staffel konnten sich der Aufsteiger Lundby Schacksällskap und die Jönköpings Schacksällskap für das Finalturnier qualifizieren, während sich der Vorjahresmeister SK Kamraterna mit dem dritten Platz begnügen musste. Aus der Division II war neben Lundby Malmö AS aufgestiegen, welche zusammen mit dem Lunds ASK, der im Vorjahr noch am Finalturnier teilgenommen hatte, direkt wieder abstieg.

### Abschlusstabelle
| Pl. | Verein                    | Sp | G | U | V | MP   | Brett-P.  |
| --- | ------------------------- | -- | - | - | - | ---- | --------- |
| 01. | Lundby Schacksällskap (N) | 7  | 4 | 2 | 1 | 10:4 | 33,5:22,5 |
| 02. | Jönköpings Schacksällskap | 7  | 4 | 2 | 1 | 10:4 | 33,0:23,0 |
| 03. | SK Kamraterna (M, V)      | 7  | 3 | 2 | 2 | 8:6  | 30,5:25,5 |
| 04. | Schacksällskapet Manhem   | 7  | 3 | 1 | 3 | 7:7  | 28,0:28,0 |
| 05. | Åstorps Schacksällskap    | 7  | 2 | 3 | 2 | 7:7  | 27,0:29,0 |
| 06. | Limhamns SK               | 7  | 2 | 2 | 3 | 6:8  | 29,0:27,0 |
| 07. | Lunds ASK                 | 7  | 3 | 0 | 4 | 6:8  | 24,0:32,0 |
| 08. | Malmö AS (N)              | 7  | 1 | 0 | 6 | 2:12 | 19,0:37,0 |

### Entscheidungen
|     | Teilnehmer am Finalturnier: Lundby Schacksällskap, Jönköpings Schacksällskap |
|     | Absteiger in die Division II: Lunds ASK, Malmö AS                            |
| (M) | Meister der letzten Saison                                                   |
| (V) | Staffelsieger der letzten Saison                                             |
| (N) | Aufsteiger der letzten Saison                                                |

## Finalturnier
Das Finalturnier fand vom 16. bis 18. April in Hallsberg statt. Der SK Rockaden Stockholm gewann alle drei Wettkämpfen und wurde damit überlegen schwedischer Mannschaftsmeister.

### Abschlusstabelle
| Pl. | Verein                    | Sp | G | U | V | MP  | Brett-P.  |
| --- | ------------------------- | -- | - | - | - | --- | --------- |
| 01. | SK Rockaden Stockholm     | 3  | 3 | 0 | 0 | 6:0 | 18,0:6,0  |
| 02. | SK SASS                   | 3  | 2 | 0 | 1 | 4:2 | 14,0:10,0 |
| 03. | Lundby Schacksällskap     | 3  | 1 | 0 | 2 | 2:4 | 7,5:16,5  |
| 04. | Jönköpings Schacksällskap | 3  | 0 | 0 | 3 | 0:6 | 8,5:15,5  |

### Entscheidungen
|  | Schwedischer Mannschaftsmeister: SK Rockaden Stockholm |

### Kreuztabelle
| Ergebnisse | Ergebnisse                | 01. | 02. | 03. | 04. |
| ---------- | ------------------------- | --- | --- | --- | --- |
| 01.        | SK Rockaden Stockholm     |     | 6   | 7   | 5   |
| 02.        | SK SASS                   | 2   |     | 6   | 6   |
| 03.        | Lundby Schacksällskap     | 1   | 2   |     | 4½  |
| 04.        | Jönköpings Schacksällskap | 3   | 2   | 3½  |     |

## Die Meistermannschaft
| 1.            | SK Rockaden Stockholm |
| Schachfiguren | Roland Ekström, Mats Sjöberg, Carl-Magnus Björk, Bo Kyhle, Michael Wiedenkeller, Dan Olofsson, Christer Hartman, Lars Abramsson, Rolf Adeborg, Kurt Savegren. |